# Detk
Detk è un comune dell'Ungheria di 1.296 abitanti (dati 2001). È situato nella contea di Heves.